# Grand Prix Austrii 2024
Grand Prix Austrii 2024, oficjalnie Formula 1 Qatar Airways Austrian Grand Prix 2024 – jedenasta runda Mistrzostw Świata Formuły 1 w sezonie 2024. Grand Prix odbyło się w dniach 28–30 czerwca 2024 na torze Red Bull Ring w Spielbergu. Wyścig niespodziewanie wygrał George Russell (Mercedes) po kolizji Maxa Verstappena i Lando Norrisa, a na podium stanęli kolejno: Oscar Piastri (McLaren) i Carlos Sainz Jr. (Ferrari).

## Lista startowa
| Nr          | Kierowca         | Zespół                        | Samochód                          | Silnik              | Opony |
| ----------- | ---------------- | ----------------------------- | --------------------------------- | ------------------- | ----- |
| 1           | Max Verstappen   | Oracle Red Bull Racing        | Red Bull RB20                     | Honda RBPTH002      | P     |
| 2           | Logan Sargeant   | Williams Racing               | Williams FW46                     | Mercedes-AMG F1 M15 | P     |
| 3           | Daniel Ricciardo | Visa Cash App RB F1 Team      | RB VCARB 01                       | Honda RBPTH002      | P     |
| 4           | Lando Norris     | McLaren Formula 1 Team        | McLaren MCL38                     | Mercedes-AMG F1 M15 | P     |
| 10          | Pierre Gasly     | BWT Alpine F1 Team            | Alpine A524                       | Renault E-Tech RE24 | P     |
| 11          | Sergio Pérez     | Oracle Red Bull Racing        | Red Bull RB20                     | Honda RBPTH002      | P     |
| 14          | Fernando Alonso  | Aston Martin Aramco F1 Team   | Aston Martin AMR24                | Mercedes-AMG F1 M15 | P     |
| 16          | Charles Leclerc  | Scuderia Ferrari HP           | Ferrari SF-24                     | Ferrari 066/12      | P     |
| 18          | Lance Stroll     | Aston Martin Aramco F1 Team   | Aston Martin AMR24                | Mercedes-AMG F1 M15 | P     |
| 20          | Kevin Magnussen  | MoneyGram Haas F1 Team        | Haas VF-24                        | Ferrari 066/10      | P     |
| 22          | Yūki Tsunoda     | Visa Cash App RB F1 Team      | RB VCARB 01                       | Honda RBPTH002      | P     |
| 23          | Alexander Albon  | Williams Racing               | Williams FW46                     | Mercedes-AMG F1 M15 | P     |
| 24          | Zhou Guanyu      | Stake F1 Team Kick Sauber     | Kick Sauber C44                   | Ferrari 066/12      | P     |
| 27          | Nico Hülkenberg  | MoneyGram Haas F1 Team        | Haas VF-24                        | Ferrari 066/10      | P     |
| 31          | Esteban Ocon     | BWT Alpine F1 Team            | Alpine A524                       | Renault E-Tech RE24 | P     |
| 44          | Lewis Hamilton   | Mercedes-AMG PETRONAS F1 Team | Mercedes-AMG F1 W15 E Performance | Mercedes-AMG F1 M15 | P     |
| 55          | Carlos Sainz Jr. | Scuderia Ferrari HP           | Ferrari SF-24                     | Ferrari 066/12      | P     |
| 63          | George Russell   | Mercedes-AMG PETRONAS F1 Team | Mercedes-AMG F1 W15 E Performance | Mercedes-AMG F1 M15 | P     |
| 77          | Valtteri Bottas  | Stake F1 Team Kick Sauber     | Kick Sauber C44                   | Ferrari 066/12      | P     |
| 81          | Oscar Piastri    | McLaren Formula 1 Team        | McLaren MCL38                     | Mercedes-AMG F1 M15 | P     |
| Źródło: FIA |                  |                               |                                   |                     |       |

## Wyniki

### Najlepszy czas sesji treningowej
| Nr          | Kierowca       | Konstruktor                | Czas     | Okr. |
| ----------- | -------------- | -------------------------- | -------- | ---- |
| 1           | Max Verstappen | Red Bull Racing-Honda RBPT | 1:05,685 | 28   |
| Źródło: FIA |                |                            |          |      |

### Kwalifikacje do sprintu
| P           | Nr | Kierowca         | Konstruktor                  | Czasy w kwalifikacjach | Czasy w kwalifikacjach | Czasy w kwalifikacjach | Poz. s. |
| P           | Nr | Kierowca         | Konstruktor                  | SQ1                    | SQ2                    | SQ3                    | Poz. s. |
| ----------- | -- | ---------------- | ---------------------------- | ---------------------- | ---------------------- | ---------------------- | ------- |
| 1           | 1  | Max Verstappen   | Red Bull Racing-Honda RBPT   | 1:05,690               | 1:05,186               | 1:04,686               | 1       |
| 2           | 4  | Lando Norris     | McLaren-Mercedes             | 1:05,786               | 1:05,561               | 1:04,779               | 2       |
| 3           | 81 | Oscar Piastri    | McLaren-Mercedes             | 1:06,081               | 1:05,379               | 1:04,987               | 3       |
| 4           | 63 | George Russell   | Mercedes                     | 1:05,764               | 1:05,325               | 1:05,054               | 4       |
| 5           | 55 | Carlos Sainz Jr. | Ferrari                      | 1:05,781               | 1:05,435               | 1:05,126               | 5       |
| 6           | 44 | Lewis Hamilton   | Mercedes                     | 1:06,504               | 1:05,539               | 1:05,270               | 6       |
| 7           | 11 | Sergio Pérez     | Red Bull Racing-Honda RBPT   | 1:06,256               | 1:05,612               | 1:06,008               | 7       |
| 8           | 31 | Esteban Ocon     | Alpine-Renault               | 1:06,343               | 1:05,686               | 1:06,101               | 8       |
| 9           | 10 | Pierre Gasly     | Alpine-Renault               | 1:06,465               | 1:05,757               | 1:06,624               | 9       |
| 10          | 16 | Charles Leclerc  | Ferrari                      | 1:06,149               | 1:05,526               | –                      | 10      |
| 11          | 20 | Kevin Magnussen  | Haas-Ferrari                 | 1:06,387               | 1:05,806               |                        | 11      |
| 12          | 18 | Lance Stroll     | Aston Martin Aramco-Mercedes | 1:06,037               | 1:05,847               |                        | 12      |
| 13          | 14 | Fernando Alonso  | Aston Martin Aramco-Mercedes | 1:06,487               | 1:05,878               |                        | 13      |
| 14          | 22 | Yūki Tsunoda     | RB-Honda RBPT                | 1:06,557               | 1:05,960               |                        | 14      |
| 15          | 2  | Logan Sargeant   | Williams-Mercedes            | 1:06,518               | –                      |                        | 15      |
| 16          | 3  | Daniel Ricciardo | RB-Honda RBPT                | 1:06,581               |                        |                        | 16      |
| 17          | 27 | Nico Hülkenberg  | Haas-Ferrari                 | 1:06,583               |                        |                        | 17      |
| 18          | 77 | Valtteri Bottas  | Kick Sauber-Ferrari          | 1:06,725               |                        |                        | 18      |
| 19          | 23 | Alexander Albon  | Williams-Mercedes            | 1:06,754               |                        |                        | PL      |
| 20          | 24 | Zhou Guanyu      | Kick Sauber-Ferrari          | 1:07,197               |                        |                        | 19      |
| Źródło: FIA |    |                  |                              |                        |                        |                        |         |

### Sprint
| P           | Nr | Kierowca         | Konstruktor                  | Okr. | Czas      | Start | +/-       | Punkty |
| ----------- | -- | ---------------- | ---------------------------- | ---- | --------- | ----- | --------- | ------ |
| 1           | 1  | Max Verstappen   | Red Bull Racing-Honda RBPT   | 23   | 26:41,389 | 1     | Bez zmian | 8      |
| 2           | 81 | Oscar Piastri    | McLaren-Mercedes             | 23   | +4,616    | 3     | 1         | 7      |
| 3           | 4  | Lando Norris     | McLaren-Mercedes             | 23   | +5,348    | 2     | 1         | 6      |
| 4           | 63 | George Russell   | Mercedes                     | 23   | +8,354    | 4     | Bez zmian | 5      |
| 5           | 55 | Carlos Sainz Jr. | Ferrari                      | 23   | +9,989    | 5     | Bez zmian | 4      |
| 6           | 44 | Lewis Hamilton   | Mercedes                     | 23   | +11,207   | 6     | Bez zmian | 3      |
| 7           | 16 | Charles Leclerc  | Ferrari                      | 23   | +13,424   | 10    | 3         | 2      |
| 8           | 11 | Sergio Pérez     | Red Bull Racing-Honda RBPT   | 23   | +17,409   | 7     | 1         | 1      |
| 9           | 20 | Kevin Magnussen  | Haas-Ferrari                 | 23   | +24,067   | 11    | 2         |        |
| 10          | 18 | Lance Stroll     | Aston Martin Aramco-Mercedes | 23   | +30,175   | 12    | 2         |        |
| 11          | 31 | Esteban Ocon     | Alpine-Renault               | 23   | +30,839   | 8     | 3         |        |
| 12          | 10 | Pierre Gasly     | Alpine-Renault               | 23   | +31,308   | 9     | 3         |        |
| 13          | 22 | Yūki Tsunoda     | RB-Honda RBPT                | 23   | +35,452   | 14    | 1         |        |
| 14          | 3  | Daniel Ricciardo | RB-Honda RBPT                | 23   | +39,397   | 16    | 2         |        |
| 15          | 14 | Fernando Alonso  | Aston Martin Aramco-Mercedes | 23   | +43,155   | 13    | 2         |        |
| 16          | 2  | Logan Sargeant   | Williams-Mercedes            | 23   | +44,076   | 15    | 1         |        |
| 17          | 23 | Alexander Albon  | Williams-Mercedes            | 23   | +44,673   | PL    | 3         |        |
| 18          | 77 | Valtteri Bottas  | Kick Sauber-Ferrari          | 23   | +46,511   | 18    | Bez zmian |        |
| 19          | 27 | Nico Hülkenberg  | Haas-Ferrari                 | 23   | +48,423   | 17    | 2         |        |
| 20          | 24 | Zhou Guanyu      | Kick Sauber-Ferrari          | 23   | +53,143   | 19    | 1         |        |
| Źródło: FIA |    |                  |                              |      |           |       |           |        |

### Najszybsze okrążenie w sprincie
| Nr          | Kierowca     | Konstruktor      | Czas     | Okr. |
| ----------- | ------------ | ---------------- | -------- | ---- |
| 4           | Lando Norris | McLaren-Mercedes | 1:08,935 | 2    |
| Źródło: FIA |              |                  |          |      |

### Prowadzenie w sprincie
| Nr                              | Kierowca       | Konstruktor                | Okrążenia | Suma |
| ------------------------------- | -------------- | -------------------------- | --------- | ---- |
| 1                               | Max Verstappen | Red Bull Racing-Honda RBPT | 1–23      | 23   |
| \| Wykres \| \| ------ \| \| \| |                |                            |           |      |
| Źródło: FIA                     |                |                            |           |      |
| Wykres                          |                |                            |           |      |
|                                 |                |                            |           |      |

### Kwalifikacje
| P                    | Nr | Kierowca         | Konstruktor                  | Czasy w kwalifikacjach | Czasy w kwalifikacjach | Czasy w kwalifikacjach | Poz. s. |
| P                    | Nr | Kierowca         | Konstruktor                  | Q1                     | Q2                     | Q3                     | Poz. s. |
| -------------------- | -- | ---------------- | ---------------------------- | ---------------------- | ---------------------- | ---------------------- | ------- |
| 1                    | 1  | Max Verstappen   | Red Bull Racing-Honda RBPT   | 1:05,336               | 1:04,469               | 1:04,314               | 1       |
| 2                    | 4  | Lando Norris     | McLaren-Mercedes             | 1:05,450               | 1:05,103               | 1:04,718               | 2       |
| 3                    | 63 | George Russell   | Mercedes                     | 1:05,585               | 1:05,016               | 1:04,840               | 3       |
| 4                    | 55 | Carlos Sainz Jr. | Ferrari                      | 1:05,263               | 1:05,016               | 1:04,851               | 4       |
| 5                    | 44 | Lewis Hamilton   | Mercedes                     | 1:05,541               | 1:05,053               | 1:04,903               | 5       |
| 6                    | 16 | Charles Leclerc  | Ferrari                      | 1:05,509               | 1:05,104               | 1:05,044               | 6       |
| 7                    | 81 | Oscar Piastri    | McLaren-Mercedes             | 1:05,311               | 1:05,070               | 1:05,048               | 7       |
| 8                    | 11 | Sergio Pérez     | Red Bull Racing-Honda RBPT   | 1:05,587               | 1:05,144               | 1:05,202               | 8       |
| 9                    | 27 | Nico Hülkenberg  | Haas-Ferrari                 | 1:05,596               | 1:05,262               | 1:05,385               | 9       |
| 10                   | 31 | Esteban Ocon     | Alpine-Renault               | 1:05,574               | 1:05,274               | 1:05,883               | 10      |
| 11                   | 3  | Daniel Ricciardo | RB-Honda RBPT                | 1:05,569               | 1:05,289               |                        | 11      |
| 12                   | 20 | Kevin Magnussen  | Haas-Ferrari                 | 1:05,508               | 1:05,347               |                        | 12      |
| 13                   | 10 | Pierre Gasly     | Alpine-Renault               | 1:05,598               | 1:05,359               |                        | 13      |
| 14                   | 22 | Yūki Tsunoda     | RB-Honda RBPT                | 1:05,563               | 1:05,412               |                        | 14      |
| 15                   | 14 | Fernando Alonso  | Aston Martin Aramco-Mercedes | 1:05,656               | 1:05,639               |                        | 15      |
| 16                   | 23 | Alexander Albon  | Williams-Mercedes            | 1:05,736               |                        |                        | 16      |
| 17                   | 18 | Lance Stroll     | Aston Martin Aramco-Mercedes | 1:05,819               |                        |                        | 17      |
| 18                   | 77 | Valtteri Bottas  | Kick Sauber-Ferrari          | 1:05,847               |                        |                        | 18      |
| 19                   | 2  | Logan Sargeant   | Williams-Mercedes            | 1:05,856               |                        |                        | 19      |
| 20                   | 24 | Zhou Guanyu      | Kick Sauber-Ferrari          | 1:06,061               |                        |                        | PL      |
| 107% czasu: 1:09,831 |    |                  |                              |                        |                        |                        |         |
| Źródło: FIA          |    |                  |                              |                        |                        |                        |         |

### Wyścig
| P           | Nr | Kierowca         | Konstruktor                  | Okr. | Czas         | Poz. s. | +/−       | Punkty |
| ----------- | -- | ---------------- | ---------------------------- | ---- | ------------ | ------- | --------- | ------ |
| 1           | 63 | George Russell   | Mercedes                     | 71   | 1:24:22,798  | 3       | 2         | 25     |
| 2           | 81 | Oscar Piastri    | McLaren-Mercedes             | 71   | +1,906       | 7       | 5         | 18     |
| 3           | 55 | Carlos Sainz Jr. | Ferrari                      | 71   | +4,533       | 4       | 1         | 15     |
| 4           | 44 | Lewis Hamilton   | Mercedes                     | 71   | +23,142      | 5       | 1         | 12     |
| 5           | 1  | Max Verstappen   | Red Bull Racing-Honda RBPT   | 71   | +37,253      | 1       | 4         | 10     |
| 6           | 27 | Nico Hülkenberg  | Haas-Ferrari                 | 71   | +54,088      | 9       | 3         | 8      |
| 7           | 11 | Sergio Pérez     | Red Bull Racing-Honda RBPT   | 71   | +54,672      | 8       | 1         | 6      |
| 8           | 20 | Kevin Magnussen  | Haas-Ferrari                 | 71   | +60,355      | 12      | 4         | 4      |
| 9           | 3  | Daniel Ricciardo | RB-Honda RBPT                | 71   | +61,169      | 11      | 2         | 2      |
| 10          | 10 | Pierre Gasly     | Alpine-Renault               | 71   | +61,766      | 13      | 3         | 1      |
| 11          | 16 | Charles Leclerc  | Ferrari                      | 71   | +67,056      | 6       | 5         |        |
| 12          | 31 | Esteban Ocon     | Alpine-Renault               | 71   | +68,325      | 10      | 2         |        |
| 13          | 18 | Lance Stroll     | Aston Martin Aramco-Mercedes | 70   | +1 okrążenie | 17      | 4         |        |
| 14          | 22 | Yūki Tsunoda     | RB-Honda RBPT                | 70   | +1 okrążenie | 14      | Bez zmian |        |
| 15          | 23 | Alexander Albon  | Williams-Mercedes            | 70   | +1 okrążenie | 16      | 1         |        |
| 16          | 77 | Valtteri Bottas  | Kick Sauber-Ferrari          | 70   | +1 okrążenie | 18      | 2         |        |
| 17          | 24 | Zhou Guanyu      | Kick Sauber-Ferrari          | 70   | +1 okrążenie | PL      | 3         |        |
| 18          | 14 | Fernando Alonso  | Aston Martin Aramco-Mercedes | 70   | +1 okrążenie | 15      | 3         | [ f ]  |
| 19          | 2  | Logan Sargeant   | Williams-Mercedes            | 69   | +2 okrążenia | 19      | Bez zmian |        |
| 20          | 4  | Lando Norris     | McLaren-Mercedes             | 64   | NU (kolizja) | 2       | 18        |        |
| Źródło: FIA |    |                  |                              |      |              |         |           |        |

### Najszybsze okrążenie
| Nr          | Kierowca        | Konstruktor                  | Czas     | Okr. |
| ----------- | --------------- | ---------------------------- | -------- | ---- |
| 14          | Fernando Alonso | Aston Martin Aramco-Mercedes | 1:07,694 | 70   |
| Źródło: FIA |                 |                              |          |      |

### Prowadzenie w wyścigu
| Nr                              | Kierowca       | Konstruktor                | Okrążenia   | Suma |
| ------------------------------- | -------------- | -------------------------- | ----------- | ---- |
| 1                               | Max Verstappen | Red Bull Racing-Honda RBPT | 1–23, 25–63 | 62   |
| 81                              | Oscar Piastri  | McLaren-Mercedes           | 24          | 1    |
| 63                              | George Russell | Mercedes                   | 64–71       | 8    |
| \| Wykres \| \| ------ \| \| \| |                |                            |             |      |
| Źródło: FIA                     |                |                            |             |      |
| Wykres                          |                |                            |             |      |
|                                 |                |                            |             |      |

## Klasyfikacja po wyścigu

### Kierowcy
| P           | +/−       | Kierowca         | Zgł. | Punkty | P1 | P2 | P3 | PP | NO | NS | NU |
| ----------- | --------- | ---------------- | ---- | ------ | -- | -- | -- | -- | -- | -- | -- |
| 1           | Bez zmian | Max Verstappen   | 11   | 237    | 7  | 1  | –  | 8  | 2  | 2  | 2  |
| 2           | Bez zmian | Lando Norris     | 11   | 156    | 1  | 4  | 1  | 1  | 1  | –  | 1  |
| 3           | Bez zmian | Charles Leclerc  | 11   | 150    | 1  | 1  | 3  | 1  | 2  | 1  | 1  |
| 4           | Bez zmian | Carlos Sainz Jr. | 10   | 135    | 1  | –  | 4  | –  | –  | 1  | 1  |
| 5           | Bez zmian | Sergio Pérez     | 11   | 118    | –  | 3  | 1  | –  | –  | 2  | 2  |
| 6           | Bez zmian | Oscar Piastri    | 11   | 112    | –  | 2  | –  | –  | 1  | –  | –  |
| 7           | Bez zmian | George Russell   | 11   | 111    | 1  | –  | 1  | 1  | 1  | –  | 1  |
| 8           | Bez zmian | Lewis Hamilton   | 11   | 85     | –  | –  | 1  | –  | 2  | 1  | 1  |
| 9           | Bez zmian | Fernando Alonso  | 11   | 41     | –  | –  | –  | –  | 2  | –  | –  |
| 10          | Bez zmian | Yūki Tsunoda     | 11   | 19     | –  | –  | –  | –  | –  | 1  | 1  |
| 11          | Bez zmian | Lance Stroll     | 11   | 17     | –  | –  | –  | –  | –  | 1  | 1  |
| 12          | 2         | Nico Hülkenberg  | 11   | 14     | –  | –  | –  | –  | –  | 1  | 1  |
| 13          | 1         | Daniel Ricciardo | 11   | 11     | –  | –  | –  | –  | –  | 2  | 2  |
| 14          | 1         | Oliver Bearman   | 1    | 6      | –  | –  | –  | –  | –  | –  | –  |
| 15          | Bez zmian | Pierre Gasly     | 11   | 6      | –  | –  | –  | –  | –  | 1  | 1  |
| 16          | 2         | Kevin Magnussen  | 11   | 5      | –  | –  | –  | –  | –  | 1  | 1  |
| 17          | 1         | Esteban Ocon     | 11   | 3      | –  | –  | –  | –  | –  | 1  | 1  |
| 18          | 1         | Alexander Albon  | 11   | 2      | –  | –  | –  | –  | –  | 3  | 3  |
| 19          | Bez zmian | Zhou Guanyu      | 11   | 0      | –  | –  | –  | –  | –  | 1  | 1  |
| 20          | Bez zmian | Valtteri Bottas  | 11   | 0      | –  | –  | –  | –  | –  | 1  | 1  |
| 21          | Bez zmian | Logan Sargeant   | 10   | 0      | –  | –  | –  | –  | –  | 2  | 2  |
| Źródło: FIA |           |                  |      |        |    |    |    |    |    |    |    |

### Konstruktorzy
| P           | +/-       | Konstruktor                  | Zgł. | Punkty | P1 | P2 | P3 | PP | NO | NS | NU |
| ----------- | --------- | ---------------------------- | ---- | ------ | -- | -- | -- | -- | -- | -- | -- |
| 1           | Bez zmian | Red Bull Racing-Honda RBPT   | 22   | 355    | 7  | 4  | 1  | 8  | 2  | 3  | 3  |
| 2           | Bez zmian | Ferrari                      | 22   | 291    | 2  | 1  | 7  | 1  | 2  | 2  | 2  |
| 3           | Bez zmian | McLaren-Mercedes             | 22   | 268    | 1  | 6  | 1  | 1  | 2  | –  | 1  |
| 4           | Bez zmian | Mercedes                     | 22   | 196    | 1  | –  | 2  | 1  | 3  | 1  | 2  |
| 5           | Bez zmian | Aston Martin Aramco-Mercedes | 22   | 58     | –  | –  | –  | –  | 2  | 1  | 1  |
| 6           | Bez zmian | RB-Honda RBPT                | 22   | 30     | –  | –  | –  | –  | –  | 3  | 3  |
| 7           | 1         | Haas-Ferrari                 | 22   | 19     | –  | –  | –  | –  | –  | 2  | 2  |
| 8           | 1         | Alpine-Renault               | 22   | 9      | –  | –  | –  | –  | –  | 2  | 2  |
| 9           | Bez zmian | Williams-Mercedes            | 21   | 2      | –  | –  | –  | –  | –  | 5  | 5  |
| 10          | Bez zmian | Kick Sauber-Ferrari          | 22   | 0      | –  | –  | –  | –  | –  | 2  | 2  |
| Źródło: FIA |           |                              |      |        |    |    |    |    |    |    |    |